# كريس لارسون
كريس لارسون هو سياسي أمريكي، ولد في 12 نوفمبر 1980 في ميلواكي في الولايات المتحدة. نشط حزبياً في الحزب الديمقراطي. وقد انتخب عضو مجلس ولاية ويسكونسن ‏.